# 島根県の廃止市町村一覧
島根県の廃止市町村一覧（しまねけんのはいししちょうそんいちらん）は、島根県における市制・町村制施行（1889年4月1日）後に、市町村合併や他の自治体に統合されることなどにより廃止した市町村の一覧である。単なる名称の変更は対象としない。
- 町村が「町制」・「市制」を施行し町・市となるケース
  - 「市町村」以外の表記名を変更しなかった自治体は一覧に含まれない。（例：海士村→海士町）
  - 町制・市制を施行した際に名称を変更した場合も一覧に含まれない。（例：出羽村→瑞穂町）
- 市町村が名称変更した場合は一覧に含まれない。
- 所属郡が変更になった場合は一覧に含まれない。
- 市町村合併で廃止した市町村のケース
  - 編入合併した場合の、存続市町村は廃止に当たらないので一覧に含まれない。
  - 編入合併した場合の、廃止した市町村は一覧に含まれる。
  - 新設合併した場合の、廃止した市町村は一覧に含まれる。
  - 新設合併した場合の、名称が残った市町村も一覧に含まれる。（例：旧・松江市→新・松江市）
- 分割や分立をしたケース
  - 分割で廃止した市町村は一覧に含まれる。（例：須佐村→東須佐村・西須佐村）
  - 分立で存続した市町村は一覧に含まれない。（例：木次村の一部→斐伊村）

## 1899年以前
- 邇摩郡明治村 （1891年4月1日）邇摩郡馬路村・大国村に分割のため
- 飯石郡須佐村 （1896年2月20日）飯石郡東須佐村・西須佐村に分割のため

## 1900年～1909年
- 八束郡西川津村 （1903年4月1日）八束郡川津村新設のため
- 八束郡東川津村 （1903年4月1日）八束郡川津村新設のため
- 八束郡玉造村 （1905年4月1日）八束郡玉湯村新設のため
- 八束郡湯町村 （1905年4月1日）八束郡玉湯村新設のため
- 八束郡古志村 （1908年5月1日）八束郡古江村新設のため
- 八束郡古曽志村 （1908年5月1日）八束郡古江村新設のため
- 八束郡長江村 （1908年5月1日）八束郡古江村新設のため

## 1910年～1919年
- 那賀郡古市場村 （1910年10月1日）那賀郡三保村新設のため
- 那賀郡西湊村 （1910年10月1日）那賀郡三保村新設のため
- 那賀郡（旧）井野村 （1919年4月1日）那賀郡井野村新設のため
- 那賀郡芦谷村 （1919年4月1日）那賀郡井野村新設のため

## 1920年～1929年
- 那賀郡高城村 （1922年7月1日）那賀郡安城村新設のため
- 那賀郡長安村 （1922年7月1日）那賀郡安城村新設のため
- 那賀郡（旧）石見村 （1923年2月11日）那賀郡石見村新設のため
- 那賀郡三階村 （1923年2月11日）那賀郡石見村新設のため
- 那賀郡伊南村 （1923年2月11日）分割し、那賀郡石見村・今福村新設のため
- 那賀郡久佐村 （1923年2月11日）那賀郡今福村新設のため
- 那賀郡美又村 （1923年2月11日）那賀郡今福村新設のため
- 簸川郡杵築町 （1925年4月1日）簸川郡大社町新設のため
- 簸川郡杵築村 （1925年4月1日）簸川郡大社町新設のため
- 那賀郡三隅村 （1927年4月1日）那賀郡三隅町新設のため
- 那賀郡西隅村 （1927年4月1日）那賀郡三隅町新設のため
- 八束郡波入村 （1929年1月1日）八束郡八束村新設のため
- 八束郡二子村 （1929年1月1日）八束郡八束村新設のため
- 邇摩郡忍原村 （1929年4月1日）邇摩郡久利村・安濃郡川合村に分割編入のため

## 1930年～1939年
- 那賀郡松山村 （1934年4月1日）那賀郡松川村新設のため
- 那賀郡下松山村 （1934年4月1日）那賀郡松川村新設のため
- 大原郡（旧）加茂町 （1934年5月1日）大原郡加茂町新設のため
- 大原郡神原村 （1934年5月1日）大原郡加茂町新設のため
- 大原郡屋裏村 （1934年5月1日）大原郡加茂町新設のため
- 八束郡津田村 （1934年12月1日）松江市に編入のため
- 那賀郡大内村 （1935年2月11日）那賀郡美川村新設のため
- 那賀郡漁山村 （1935年2月11日）那賀郡美川村新設のため
- 鹿足郡須川村 （1935年2月11日）鹿足郡日原村に編入のため
- 安濃郡刺鹿村 （1937年5月28日）安濃郡久手町新設のため
- 安濃郡波根西村 （1937年5月28日）安濃郡久手町新設のため
- 八束郡川津村 （1939年2月11日）松江市に編入のため
- 那賀郡（旧）江津町 （1939年4月1日）那賀郡江津町新設のため
- 那賀郡都濃村 （1939年4月1日）那賀郡江津町新設のため
- 那賀郡渡津村 （1939年4月1日）那賀郡江津町新設のため
- 八束郡朝酌村（1939年11月1日）松江市に編入のため

## 1940年～1949年
- 那賀郡浜田町 （1940年11月3日）浜田市新設のため
- 那賀郡石見村 （1940年11月3日）浜田市新設のため
- 那賀郡長浜村 （1940年11月3日）浜田市新設のため
- 那賀郡美川村 （1940年11月3日）浜田市新設のため
- 那賀郡周布村 （1940年11月3日）浜田市新設のため
- 美濃郡益田町 （1941年2月11日）美濃郡石見町新設のため
- 美濃郡吉田町 （1941年2月11日）美濃郡石見町新設のため
- 美濃郡高津町 （1941年2月11日）美濃郡石見町新設のため
- 簸川郡今市町 （1941年2月11日）簸川郡出雲町新設のため
- 簸川郡塩冶村 （1941年2月11日）簸川郡出雲町新設のため
- 簸川郡大津村 （1941年2月11日）簸川郡出雲町新設のため
- 簸川郡四纏村 （1941年2月11日）簸川郡出雲町新設のため
- 簸川郡高浜村 （1941年2月11日）簸川郡出雲町新設のため
- 簸川郡川跡村 （1941年2月11日）簸川郡出雲町新設のため
- 簸川郡高松村 （1941年2月11日）簸川郡出雲町新設のため
- 簸川郡古志村 （1941年2月11日）簸川郡出雲町新設のため
- 簸川郡鳶巣村 （1941年2月11日）簸川郡出雲町新設のため
- 邇摩郡大浜村 （1941年8月1日）邇摩郡温泉津町に編入のため
- 那賀郡（旧）国分村 （1941年8月1日）那賀郡国分村新設のため
- 那賀郡上府村 （1941年8月1日）那賀郡国分村新設のため
- 那賀郡下府村 （1941年8月1日）那賀郡国分村新設のため
- 飯石郡一宮村 （1941年11月3日）飯石郡三刀屋町・簸川郡上津村に分割編入のため
- 簸川郡知井宮村 （1943年4月1日）簸川郡神門村新設のため
- 簸川郡布智村 （1943年4月1日）簸川郡神門村新設のため
- 邇摩郡大家村 （1947年11月15日）邇摩郡大代村新設のため
- 邇摩郡八代村 （1947年11月15日）邇摩郡大代村新設のため
- 八束郡法吉村 （1948年10月10日）松江市に編入のため

## 1950年～1959年
- 簸川郡乙立村 （1950年5月3日）簸川郡窪田村・朝山村に分割編入のため
- 八束郡竹矢村 （1950年9月21日）松江市に編入のため
- 八束郡乃木村 （1950年9月21日）松江市に編入のため
- 簸川郡園村 （1950年11月3日）簸川郡長浜村新設のため
- 簸川郡荒茅村 （1950年11月3日）簸川郡長浜村新設のため
- 簸川郡田岐村 （1950年12月20日）簸川郡岐久村新設のため
- 簸川郡久村 （1950年12月20日）簸川郡岐久村新設のため
- 八束郡岩坂村 （1951年4月1日）八束郡八雲村新設のため
- 八束郡熊野村 （1951年4月1日）八束郡八雲村新設のため
- 八束郡大庭村 （1951年4月1日）松江市・八束郡八雲村に分割編入のため
- 八束郡忌部村 （1951年4月1日）松江市に編入のため
- 飯石郡（旧）掛合村 （1951年4月1日）飯石郡掛合村新設のため
- 飯石郡多根村 （1951年4月1日）飯石郡掛合村新設のため
- 飯石郡松笠村 （1951年4月1日）飯石郡掛合村新設のため
- 那賀郡都治村 （1951年4月1日）那賀郡江東村新設のため
- 那賀郡黒松村 （1951年4月1日）那賀郡江東村新設のため
- 邇摩郡波積村 （1951年4月1日）那賀郡江東村新設のため
- 邇摩郡福光村 （1951年4月1日）邇摩郡福波村新設のため
- 邇摩郡福浦村 （1951年4月1日）邇摩郡福波村新設のため
- 邇摩郡（旧）大森町 （1951年4月1日）邇摩郡大森町新設のため
- 邇摩郡水上村 （1951年4月1日）邇摩郡大森町新設のため
- 簸川郡西浜村 （1951年4月1日）簸川郡湖陵村新設のため
- 簸川郡江南村 （1951年4月1日）簸川郡湖陵村新設のため
- 簸川郡（旧）大社町 （1951年4月1日）簸川郡大社町新設のため
- 簸川郡荒木村 （1951年4月1日）簸川郡大社町新設のため
- 簸川郡日御碕村 （1951年4月1日）簸川郡大社町新設のため
- 簸川郡鵜鷺村 （1951年4月1日）簸川郡大社町新設のため
- 簸川郡遙堪村 （1951年4月1日）簸川郡大社町新設のため
- 簸川郡（旧）平田町 （1951年4月1日）簸川郡平田町新設のため
- 簸川郡灘分村 （1951年4月1日）簸川郡平田町新設のため
- 簸川郡国富村 （1951年4月1日）簸川郡平田町新設のため
- 簸川郡鰐淵村 （1951年4月1日）簸川郡平田町新設のため
- 簸川郡西田村 （1951年4月1日）簸川郡平田町新設のため
- 簸川郡久多美村 （1951年4月1日）簸川郡平田町新設のため
- 簸川郡檜山村 （1951年4月1日）簸川郡平田町新設のため
- 簸川郡東村 （1951年4月1日）簸川郡平田町新設のため
- 能義郡（旧）安来町 （1951年4月1日）能義郡安来町新設のため
- 能義郡能義村 （1951年4月1日）能義郡安来町新設のため
- 能義郡宇賀荘村 （1951年4月1日）能義郡安来町新設のため
- 大原郡（旧）大東町 （1951年4月1日）大原郡大東町新設のため
- 大原郡春殖村 （1951年4月1日）大原郡大東町新設のため
- 大原郡幡屋村 （1951年4月1日）大原郡大東町新設のため
- 大原郡阿用村 （1951年4月1日）大原郡大東町新設のため
- 大原郡佐世村 （1951年4月1日）大原郡大東町新設のため
- 大原郡（旧）木次町 （1951年4月1日）大原郡木次町新設のため
- 大原郡斐伊村 （1951年4月1日）大原郡木次町新設のため
- 美濃郡益田町 （1952年8月1日）益田市新設のため
- 美濃郡安田村 （1952年8月1日）益田市新設のため
- 美濃郡北仙道村 （1952年8月1日）益田市新設のため
- 美濃郡豊川村 （1952年8月1日）益田市新設のため
- 美濃郡豊田村 （1952年8月1日）益田市新設のため
- 美濃郡高城村 （1952年8月1日）益田市新設のため
- 美濃郡小野村 （1952年8月1日）益田市新設のため
- 美濃郡中西村 （1952年8月1日）益田市新設のため
- 能義郡安田村 （1952年11月3日）能義郡伯太村新設のため
- 能義郡母里村 （1952年11月3日）能義郡伯太村新設のため
- 能義郡井尻村 （1952年11月3日）能義郡伯太村新設のため
- 八束郡生馬村 （1953年4月1日）松江市に編入のため
- 八束郡持田村 （1953年4月1日）松江市に編入のため
- 飯石郡（旧）赤名町 （1953年4月1日）飯石郡赤名町新設のため
- 邑智郡谷村 （1953年4月1日）飯石郡赤名町新設のため
- 飯石郡東須佐村 （1953年11月10日）飯石郡須佐村新設のため
- 飯石郡西須佐村 （1953年11月10日）飯石郡須佐村新設のため
- 安濃郡大田町 （1954年1月1日）大田市新設のため
- 安濃郡久手町 （1954年1月1日）大田市新設のため
- 安濃郡長久村 （1954年1月1日）大田市新設のため
- 安濃郡鳥井村 （1954年1月1日）大田市新設のため
- 安濃郡波根東村 （1954年1月1日）大田市新設のため
- 安濃郡川合村 （1954年1月1日）大田市新設のため
- 邇摩郡静間村 （1954年1月1日）大田市新設のため
- 邇摩郡久利村 （1954年1月1日）大田市新設のため
- 飯石郡（旧）三刀屋町 （1954年1月20日）飯石郡三刀屋町新設のため
- 飯石郡飯石村 （1954年1月20日）飯石郡三刀屋町新設のため
- 飯石郡鍋山村 （1954年1月20日）飯石郡三刀屋町新設のため
- 飯石郡中野村 （1954年1月20日）飯石郡三刀屋町新設のため
- 簸川郡山口村 （1954年4月1日）大田市に編入のため
- 安濃郡朝山村 （1954年4月1日）大田市に編入のため
- 安濃郡佐比売村 （1954年4月1日）大田市に編入のため
- 安濃郡富山村 （1954年4月1日）大田市・簸川郡田儀村に分割編入のため
- 能義郡安来町 （1954年4月1日）安来市新設のため
- 能義郡飯梨村 （1954年4月1日）安来市新設のため
- 能義郡荒島村 （1954年4月1日）安来市新設のため
- 能義郡赤江村 （1954年4月1日）安来市新設のため
- 能義郡島田村 （1954年4月1日）安来市新設のため
- 能義郡大塚村 （1954年4月1日）安来市新設のため
- 能義郡赤屋村 （1954年4月1日）能義郡伯太村に編入のため
- 那賀郡江津町 （1954年4月1日）江津市新設のため
- 那賀郡都野津町 （1954年4月1日）江津市新設のため
- 那賀郡川波村 （1954年4月1日）江津市新設のため
- 那賀郡二宮村 （1954年4月1日）江津市新設のため
- 那賀郡跡市村 （1954年4月1日）江津市新設のため
- 那賀郡浅利村 （1954年4月1日）江津市新設のため
- 那賀郡松川村 （1954年4月1日）江津市新設のため
- 那賀郡川平村 （1954年4月1日）江津市新設のため
- 那賀郡江東村 （1954年4月1日）江津市新設のため
- 八束郡揖屋町 （1954年4月1日）八束郡東出雲町新設のため
- 八束郡出雲郷村 （1954年4月1日）八束郡東出雲町新設のため
- 八束郡意東村 （1954年4月1日）八束郡東出雲町新設のため
- 鹿足郡（旧）日原町 （1954年4月1日）鹿足郡日原町新設のため
- 鹿足郡青原村 （1954年4月1日）鹿足郡日原町新設のため
- 邇摩郡仁万町 （1954年4月1日）邇摩郡仁摩町新設のため
- 邇摩郡宅野村 （1954年4月1日）邇摩郡仁摩町新設のため
- 邇摩郡大国村 （1954年4月1日）邇摩郡仁摩町新設のため
- 邇摩郡馬路村 （1954年4月1日）邇摩郡仁摩町新設のため
- 邇摩郡（旧）温泉津町 （1954年4月1日）邇摩郡温泉津町新設のため
- 邇摩郡井田村 （1954年4月1日）邇摩郡温泉津町新設のため
- 邇摩郡福波村 （1954年4月1日）邇摩郡温泉津町新設のため
- 邇摩郡湯里村 （1954年4月1日）邇摩郡温泉津町新設のため
- 美濃郡東仙道村 （1954年4月1日）美濃郡美都村新設のため
- 美濃郡都茂村 （1954年4月1日）美濃郡美都村新設のため
- 美濃郡二川村 （1954年4月1日）美濃郡美都村新設のため
- 邑智郡長谷村 （1954年4月1日）邑智郡桜江村新設のため
- 邑智郡市山村 （1954年4月1日）邑智郡桜江村新設のため
- 邑智郡川戸村 （1954年4月1日）邑智郡桜江村新設のため
- 邑智郡谷住郷村 （1954年4月1日）邑智郡桜江村新設のため
- 邑智郡川越村 （1954年4月1日）邑智郡桜江村新設のため
- 周吉郡（旧）西郷町 （1954年7月1日）周吉郡西郷町新設のため
- 周吉郡東郷村 （1954年7月1日）周吉郡西郷町新設のため
- 周吉郡中条村 （1954年7月1日）周吉郡西郷町新設のため
- 周吉郡磯村 （1954年7月1日）周吉郡西郷町新設のため
- 那賀郡今市村 （1954年10月1日）那賀郡旭村新設のため
- 那賀郡木田村 （1954年10月1日）那賀郡旭村新設のため
- 那賀郡和田村 （1954年10月1日）那賀郡旭村新設のため
- 那賀郡都川村 （1954年10月1日）那賀郡旭村新設のため
- 飯石郡（旧）吉田村 （1954年11月3日）飯石郡吉田村新設のため
- 飯石郡田井村 （1954年11月3日）飯石郡吉田村新設のため
- 鹿足郡（旧）六日市町 （1954年12月1日）鹿足郡六日市町新設のため
- 鹿足郡朝倉村 （1954年12月1日）鹿足郡六日市町新設のため
- 鹿足郡蔵木村 （1954年12月1日）鹿足郡六日市町新設のため
- 簸川郡平田町 （1955年1月1日）平田市新設のため
- 簸川郡北浜村 （1955年1月1日）平田市新設のため
- 簸川郡佐香村 （1955年1月1日）平田市新設のため
- 鹿足郡（旧）津和野町 （1955年1月10日）鹿足郡津和野町新設のため
- 鹿足郡畑迫村 （1955年1月10日）鹿足郡津和野町新設のため
- 鹿足郡木部村 （1955年1月10日）鹿足郡津和野町新設のため
- 鹿足郡小川村 （1955年1月10日）分割し、鹿足郡津和野町新設、日原町に編入のため
- 能義郡（旧）広瀬町 （1955年1月10日）能義郡広瀬町新設のため
- 能義郡比田村 （1955年1月10日）能義郡広瀬町新設のため
- 能義郡山佐村 （1955年1月10日）能義郡広瀬町新設のため
- 邑智郡粕淵町 （1955年2月1日）邑智郡邑智町新設のため
- 邑智郡吾郷村 （1955年2月1日）邑智郡邑智町新設のため
- 邑智郡浜原村 （1955年2月1日）邑智郡邑智町新設のため
- 邑智郡沢谷村 （1955年2月1日）邑智郡邑智町新設のため
- 邑智郡君谷村 （1955年2月1日）邑智郡邑智町新設のため
- 美濃郡道川村 （1955年2月1日）美濃郡匹見村新設のため
- 美濃郡匹見上村 （1955年2月1日）美濃郡匹見村新設のため
- 美濃郡匹見下村 （1955年2月1日）美濃郡匹見村新設のため
- 大原郡木次町 （1955年3月3日）大原郡雲南木次町新設のため
- 大原郡日登村 （1955年3月3日）大原郡雲南木次町新設のため
- 仁多郡温泉村 （1955年3月3日）大原郡雲南木次町新設のため
- 八束郡本庄村 （1955年3月10日）松江市に編入のため
- 八束郡古江村 （1955年3月10日）松江市に編入のため
- 簸川郡朝山村 （1955年3月22日）出雲市に編入のため
- 簸川郡稗原村 （1955年3月22日）出雲市に編入のため
- 簸川郡上津村 （1955年3月22日）出雲市に編入のため
- 美濃郡鎌手村 （1955年3月25日）益田市に編入のため
- 美濃郡種村 （1955年3月25日）益田市に編入のため
- 美濃郡真砂村 （1955年3月25日）益田市に編入のため
- 美濃郡二条村 （1955年3月25日）益田市に編入のため
- 美濃郡美濃村 （1955年3月25日）益田市に編入のため
- 那賀郡（旧）三隅町 （1955年4月1日）那賀郡三隅町新設のため
- 那賀郡黒沢村 （1955年4月1日）那賀郡三隅町新設のため
- 那賀郡岡見村 （1955年4月1日）那賀郡三隅町新設のため
- 那賀郡三保村 （1955年4月1日）那賀郡三隅町新設のため
- 那賀郡井野村 （1955年4月1日）分割し、那賀郡三隅町新設、浜田市に編入のため
- 那賀郡大麻村 （1955年4月1日）分割し、那賀郡三隅町新設、浜田市に編入のため
- 邑智郡（旧）川本町 （1955年4月1日）邑智郡川本町新設のため
- 邑智郡川下村 （1955年4月1日）邑智郡川本町新設のため
- 邑智郡三原村 （1955年4月1日）邑智郡川本町新設のため
- 邑智郡三谷村 （1955年4月1日）邑智郡川本町新設のため
- 邇摩郡大代村 （1955年4月1日）邑智郡川本町新設のため
- 飯石郡（旧）掛合町 （1955年4月1日）飯石郡掛合町新設のため
- 飯石郡波多村 （1955年4月1日）飯石郡掛合町新設のため
- 八束郡（旧）宍道町 （1955年4月3日）八束郡宍道町新設のため
- 八束郡来待村 （1955年4月3日）八束郡宍道町新設のため
- 八束郡（旧）美保関町 （1955年4月13日）八束郡美保関町新設のため
- 八束郡千酌村 （1955年4月13日）八束郡美保関町新設のため
- 八束郡片江村 （1955年4月13日）八束郡美保関町新設のため
- 八束郡森山村 （1955年4月13日）八束郡美保関町新設のため
- 邑智郡矢上町 （1955年4月15日）邑智郡石見町新設のため
- 邑智郡井原村 （1955年4月15日）邑智郡石見町新設のため
- 邑智郡中野村 （1955年4月15日）邑智郡石見町新設のため
- 邑智郡日貫村 （1955年4月15日）邑智郡石見町新設のため
- 邑智郡日和村 （1955年4月15日）邑智郡石見町新設のため
- 邑智郡（旧）出羽村 （1955年4月15日）邑智郡出羽村新設のため
- 邑智郡高原村 （1955年4月15日）邑智郡出羽村新設のため
- 邑智郡田所村 （1955年4月15日）邑智郡出羽村新設のため
- 簸川郡荘原村 （1955年4月15日）簸川郡斐川村新設のため
- 簸川郡出西村 （1955年4月15日）簸川郡斐川村新設のため
- 簸川郡伊波野村 （1955年4月15日）簸川郡斐川村新設のため
- 簸川郡直江村 （1955年4月15日）簸川郡斐川村新設のため
- 簸川郡久木村 （1955年4月15日）簸川郡斐川村新設のため
- 簸川郡出東村 （1955年4月15日）簸川郡斐川村新設のため
- 那賀郡（旧）国府町 （1955年4月15日）那賀郡国府町新設のため
- 那賀郡有福村 （1955年4月15日）那賀郡国府町新設のため
- 仁多郡三成町 （1955年4月15日）仁多郡仁多町新設のため
- 仁多郡布勢村 （1955年4月15日）仁多郡仁多町新設のため
- 仁多郡亀嵩村 （1955年4月15日）仁多郡仁多町新設のため
- 仁多郡阿井村 （1955年4月15日）仁多郡仁多町新設のため
- 仁多郡三沢村 （1955年4月15日）仁多郡仁多町新設のため
- 八束郡大芦村 （1956年1月10日）八束郡島根村新設のため
- 八束郡加賀村 （1956年1月10日）八束郡島根村新設のため
- 八束郡野波村 （1956年1月10日）八束郡島根村新設のため
- 八束郡恵曇町 （1956年3月3日）八束郡鹿島町新設のため
- 八束郡講武村 （1956年3月3日）八束郡鹿島町新設のため
- 八束郡御津村 （1956年3月3日）八束郡鹿島町新設のため
- 八束郡佐太村 （1956年3月3日）八束郡鹿島町新設のため
- 簸川郡神西村 （1956年4月1日）出雲市に編入のため
- 簸川郡神門村 （1956年4月1日）出雲市に編入のため
- 簸川郡長浜村 （1956年4月1日）出雲市に編入のため
- 大原郡海潮村 （1956年4月1日）大原郡大東町に編入のため
- 簸川郡窪田村 （1956年6月10日）簸川郡佐田村新設のため
- 飯石郡須佐村 （1956年6月10日）簸川郡佐田村新設のため
- 那賀郡雲城村 （1956年8月1日）那賀郡金城村新設のため
- 那賀郡今福村 （1956年8月1日）那賀郡金城村新設のため
- 那賀郡波佐村 （1956年8月1日）那賀郡金城村新設のため
- 那賀郡安城村 （1956年8月1日）那賀郡弥栄村新設のため
- 那賀郡杵束村 （1956年8月1日）那賀郡弥栄村新設のため
- 邇摩郡大森町 （1956年9月30日）大田市に編入のため
- 邇摩郡五十猛村 （1956年9月30日）大田市に編入のため
- 邇摩郡大屋村 （1956年9月30日）大田市に編入のため
- 邑智郡祖式村 （1956年9月30日）大田市・邑智郡川本町に分割編入のため
- 鹿足郡七日市村 （1956年9月30日）鹿足郡六日市町に編入のため
- 簸川郡岐久村 （1956年9月30日）簸川郡多伎村新設のため
- 簸川郡田儀村 （1956年9月30日）簸川郡多伎村新設のため
- 飯石郡来島村 （1957年1月1日）飯石郡赤来町新設のため
- 飯石郡赤名町 （1957年1月1日）飯石郡赤来町新設のため
- 飯石郡（旧）頓原町 （1957年2月1日）飯石郡頓原町新設のため
- 飯石郡志々村 （1957年2月1日）飯石郡頓原町新設のため
- 知夫郡浦郷町 （1957年2月11日）知夫郡西ノ島町新設のため
- 知夫郡黒木村 （1957年2月11日）知夫郡西ノ島町新設のため
- 邑智郡口羽村 （1957年2月11日）邑智郡羽須美村新設のため
- 邑智郡阿須那村 （1957年2月11日）邑智郡羽須美村新設のため
- 邑智郡都賀行村 （1957年3月10日）邑智郡大和村新設のため
- 邑智郡都賀村 （1957年3月10日）邑智郡大和村新設のため
- 邑智郡布施村 （1957年3月10日）分割し、邑智郡大和村新設、出羽村に編入のため
- 仁多郡横田町 （1957年9月20日）仁多郡斐上町新設のため
- 仁多郡鳥上村 （1957年9月20日）仁多郡斐上町新設のため
- 仁多郡八川村 （1957年9月20日）仁多郡斐上町新設のため
- 仁多郡馬木村 （1957年9月20日）仁多郡斐上町新設のため
- 邑智郡市木村 （1958年10月20日）邑智郡瑞穂町・那賀郡旭村に分割編入のため

## 1960年～1969年
- 八束郡伊野村 （1960年4月1日）平田市に編入のため
- 八束郡大野村 （1960年8月1日）松江市に編入のため
- 八束郡秋鹿村 （1960年8月1日）松江市に編入のため
- 周吉郡中村 （1960年11月1日）周吉郡西郷町に編入のため
- 能義郡布部村 （1967年8月1日）能義郡広瀬町に編入のため
- 那賀郡国府町 （1969年3月1日）浜田市に編入のため

## 1970年～1999年
この30年間に県内に廃止市町村なし

## 2000年～2009年
- 旧・安来市 （2004年10月1日）安来市新設のため
- 能義郡広瀬町 （2004年10月1日）安来市新設のため
- 能義郡伯太町 （2004年10月1日）安来市新設のため
- 邑智郡桜江町 （2004年10月1日）江津市に編入のため
- 邑智郡邑智町 （2004年10月1日）邑智郡美郷町新設のため
- 邑智郡大和村 （2004年10月1日）邑智郡美郷町新設のため
- 邑智郡瑞穂町 （2004年10月1日）邑智郡邑南町新設のため
- 邑智郡石見町 （2004年10月1日）邑智郡邑南町新設のため
- 邑智郡羽須美村 （2004年10月1日）邑智郡邑南町新設のため
- 隠岐郡西郷町 （2004年10月1日）隠岐郡隠岐の島町新設のため
- 隠岐郡布施村 （2004年10月1日）隠岐郡隠岐の島町新設のため
- 隠岐郡五箇村 （2004年10月1日）隠岐郡隠岐の島町新設のため
- 隠岐郡都万村 （2004年10月1日）隠岐郡隠岐の島町新設のため
- 美濃郡美都町 （2004年11月1日）益田市に編入のため
- 美濃郡匹見町 （2004年11月1日）益田市に編入のため
- 大原郡大東町 （2004年11月1日）雲南市新設のため
- 大原郡加茂町 （2004年11月1日）雲南市新設のため
- 大原郡木次町 （2004年11月1日）雲南市新設のため
- 飯石郡三刀屋町 （2004年11月1日）雲南市新設のため
- 飯石郡掛合町 （2004年11月1日）雲南市新設のため
- 飯石郡吉田村 （2004年11月1日）雲南市新設のため
- 飯石郡頓原町 （2005年1月1日）飯石郡飯南町新設のため
- 飯石郡赤来町 （2005年1月1日）飯石郡飯南町新設のため
- 旧・出雲市 （2005年3月22日）出雲市新設のため
- 平田市 （2005年3月22日）出雲市新設のため
- 簸川郡佐田町 （2005年3月22日）出雲市新設のため
- 簸川郡多伎町 （2005年3月22日）出雲市新設のため
- 簸川郡湖陵町 （2005年3月22日）出雲市新設のため
- 簸川郡大社町 （2005年3月22日）出雲市新設のため
- 旧・松江市 （2005年3月31日）松江市新設のため
- 八束郡鹿島町 （2005年3月31日）松江市新設のため
- 八束郡島根町 （2005年3月31日）松江市新設のため
- 八束郡美保関町 （2005年3月31日）松江市新設のため
- 八束郡玉湯町 （2005年3月31日）松江市新設のため
- 八束郡宍道町 （2005年3月31日）松江市新設のため
- 八束郡八束町 （2005年3月31日）松江市新設のため
- 八束郡八雲村 （2005年3月31日）松江市新設のため
- 仁多郡仁多町 （2005年3月31日）仁多郡奥出雲町新設のため
- 仁多郡横田町 （2005年3月31日）仁多郡奥出雲町新設のため
- 鹿足郡（旧）津和野町 （2005年9月25日）鹿足郡津和野町新設のため
- 鹿足郡日原町 （2005年9月25日）鹿足郡津和野町新設のため
- 旧・浜田市 （2005年10月1日）浜田市新設のため
- 那賀郡金城町 （2005年10月1日）浜田市新設のため
- 那賀郡旭町 （2005年10月1日）浜田市新設のため
- 那賀郡三隅町 （2005年10月1日）浜田市新設のため
- 那賀郡弥栄村 （2005年10月1日）浜田市新設のため
- 旧・大田市 （2005年10月1日）大田市新設のため
- 邇摩郡温泉津町 （2005年10月1日）大田市新設のため
- 邇摩郡仁摩町 （2005年10月1日）大田市新設のため
- 鹿足郡六日市町 （2005年10月1日）鹿足郡吉賀町新設のため
- 鹿足郡柿木村 （2005年10月1日）鹿足郡吉賀町新設のため

## 2010年～
- 八束郡東出雲町 （2011年8月1日）松江市に編入のため
- 簸川郡斐川町 （2011年10月1日）出雲市に編入のため